# Сааристо, Микко Илмари
Микко Илмари Сааристо (фин. Mikko Ilmari Saaristo, 1 сентября 1938, Виипури — 27 апреля 2008, Турку) — финский биолог, специализирующийся в области арахнологии.
Микко Сааристо окончил лицей в Тампере в 1960 году, затем изучал биологию в Университете Турку, где в 1968 году получил степень бакалавра философии и степень лиценциата в 1972 году. В 1977 году защитил диссертацию доктора философии, посвященную физиологии паукообразных.
Сааристо был назначен доцентом Университета Турку в 1979 году, где проработал почти всю свою карьеру. Был научным сотрудником в Академии Финляндии, а последние годы служил хранителем университетского музея. Был почетным членом Международного общества арахнологов.
Сферой его научных интересов были паукообразные, в частности представители Линифиид — крупного семейства аранеоморфных пауков. Опубликовал более 60 статей о паукообразных, описал около 70 родов и 135 видов пауков, новых для науки. Роды пауков Saaristoa и Saaristattus были названы в его честь. Всемирный каталог пауков перечисляет 15 видов пауков с видовым названием saaristoi в его честь.